# The Hit Factory

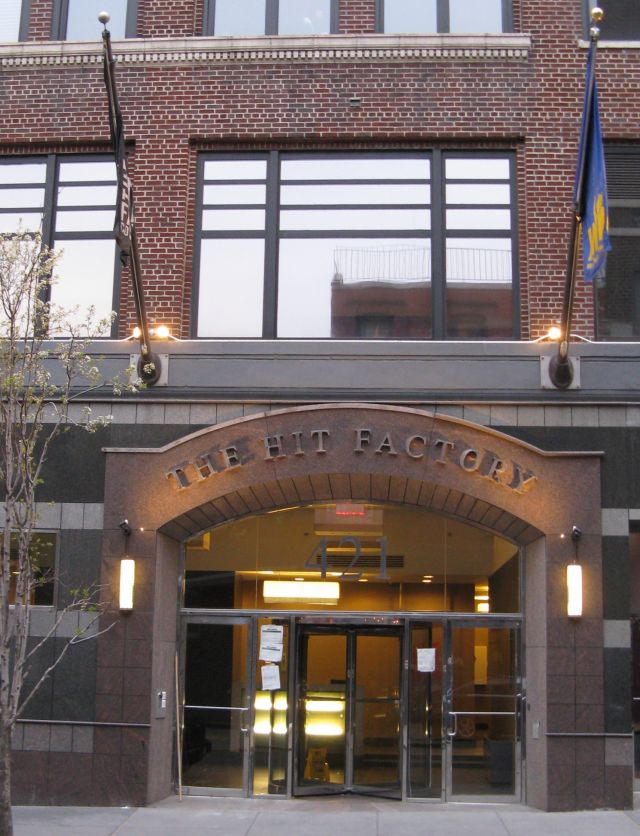
Entrada a The Hit Factory, en Manhattan.

The Hit Factory fue un legendario estudio de grabación en Nueva York.
El estudio original, creado en 1968 por Jerry Ragovoy, en 701 7th Avenue fue ampliado con la compra de la sexta planta del 353 West 48th Street. En 1970, Ragovoy anunció que abriría un tercer estudio en la segunda planta del mismo edificio. Los estudios fueron comprados por Edward Germano en 1975, quien los trasladó a un nuevo edificio en West 48th Street, en pleno centro de Manhattan. En 1990, se trasladarían a 421 West 54th Street a un edificio con siete salas de grabación. En otro edificio cercano, en Broadway, contaba con otras tres salas de grabación.
Tras la compra de los legendarios estudios Criteria en Miami, en 1999 se abrió The Hit Factory Criteria Miami. Los estudios de Nueva York cerraron en 2005.
Artistas asociados con The Hit Factory incluyen a Bruce Springsteen, Stevie Wonder, Michael Jackson, David Bowie y John Lennon.
En 2008, Troy Germano, completó Germano Studios en Noho. Germano Studios cambió su nombre a The Hit Factory en 2023 y ahora es el único estudio de grabación "The Hit Factory" en el mundo. Los álbumes notables grabados en este lugar incluyen "Jose" de J Balvin, "Crosseyed Heart" de Keith Richards, "Manana Sera Bonito" de Karol G, "Astroworld" de Travis Scott, "Hollywood's Bleeding" de Post Malone, "That's What They All Say" de Jack Harlow, "DAMN." de Kendrick Lamar, "Born This Way" de Lady Gaga, "21" de Adele, "Blonde" de Frank Ocean, "Yeezus" de Kanye West, "Uptown Special" de Mark Ronson, "Love in the Future" de John Legend, "Queen" de Nicki Minaj, "Luv Is Rage 2" de Lil Uzi Vert, "Time Clocks" de Joe Bonamassa, "Stronger With Each Tear" de Mary J Blige, "Blues Symphony" de Wynton Marsalis, "Unvarnished" de Joan Jett and the Blackhearts, "My World 2.0" de Justin Bieber, "Beauty Behind the Madness" de The Weeknd, "Anti" de Rihanna, "Prism" de Katy Perry, "4" de Beyoncé, "Memoirs of an Imperfect Angel" de Mariah Carey, "The Blues is Alive and Well" de Buddy Guy, "Girl" de Pharrell Williams y "Clapton" de Eric Clapton.

## Álbumes grabados y/o mezclados en The Hit Factory
(Fecha de publicación del álbum)
- 1976: Songs in the Key of Life - Stevie Wonder
- 1980: Double Fantasy - John Lennon y Yoko Ono
- 1980: Emotional Rescue - The Rolling Stones
- 1981: Season of Glass - Yoko Ono
- 1984: Born in the U.S.A. - Bruce Springsteen
- 1986: Graceland - Paul Simon
- 1987: Aire - Yuri
- 1989: A Night to Remember - Cyndi Lauper[8]
- 1992: The Bodyguard - Whitney Houston y VV. AA.[3]
- 1994: Ready to Die - The Notorious B.I.G.[3]
- 1994: My Life - Mary J. Blige[3]
- 1995: HIStory: Past, Present and Future, Book I - Michael Jackson[3]
- 1995: 1. Outside - David Bowie
- 2005: Octavarium - Dream Theater[3]